# المعارضة العراقية (حتى 2003)
عارضت العديد منَ الجماعات في العراق نظام الرئيس السابق صدام حسين.
 في أوائل عام 2000، أصدر مجلس قيادة الثورة قانون الجمعيات رقم 13، الذي ينص على أن «أهداف وبرامج وأنشطة المجتمعات لا ينبغي أن تتعارض مع مبادئ وأهداف ثورة 17–30 تموز العظيمة، واستقلال البلاد، ووحدتها الوطنية، ونظامها الجمهوري». كما يحظر القانون إنشاء أو تمويل أي مجتمع دون إذن من الحكومة.
- الشيعة (الجماعات في الجنوب)
- الأكراد (الجماعات في الشمال وبخاصّة في كردستان العراق منذ عام 1991)
- جماعات عربية عارضته بسبب القمع في العاصِمة بغداد

بشكل عام؛ هذه قائمة الجماعات أو الأحزاب التي عارضت نظام الرئيس صدام:
- المؤتمر الوطني العراقي
- ثلاثة فصائل كردية:
  - الحزب الديمقراطي الكردستاني
  - الاتحاد الوطني الكردستاني
  - الحركة الإسلامية في كردستان العراق
- الحركة الملكية الدستورية العراقية
- حركة الوفاق الوطني العراقي
- الحركات الشيعية التي تتلقى دعمًا من إيران وهي المجلس الأعلى الإسلامي في العراق وحزب الدعوة الإسلامية
- حزب البعث (الفصيل الذي يهيمن عليه السوريون)
- الحزب الشيوعي العراقي